# (14513) Alicelindner
(14513) Alicelindner est un astéroïde de la ceinture principale.

## Description
(14513) Alicelindner est un astéroïde de la ceinture principale. Il fut découvert le 15 avril 1996 à La Silla par Eric Walter Elst. Il présente une orbite caractérisée par un demi-grand axe de 2,65 UA, une excentricité de 0,06 et une inclinaison de 4,4° par rapport à l'écliptique.

## Compléments